# تیون هتلز
تیون هتلز (انگلیسی: Tune Hotels) شرکت مهمان‌نوازی مالزیایی است، که در سال ۲۰۰۰ توسط تونی فرناندز تأسیس شد.